# Chích rừng họng vàng
Chích rừng họng vàng (danh pháp hai phần: Phylloscopus ruficapilla) là một loài chích lá thuộc chi Chích lá, họ Chích lá. Loài này phân bố ở Kenya, Malawi, Mozambique, Nam Phi, Swaziland, Tanzania, Zambia, vàZimbabwe. Môi trường sinh sống tự nhiên là rừng đất thấp ẩm hay rừng khô ẩm nhiệt đới và cận nhiệt đới.

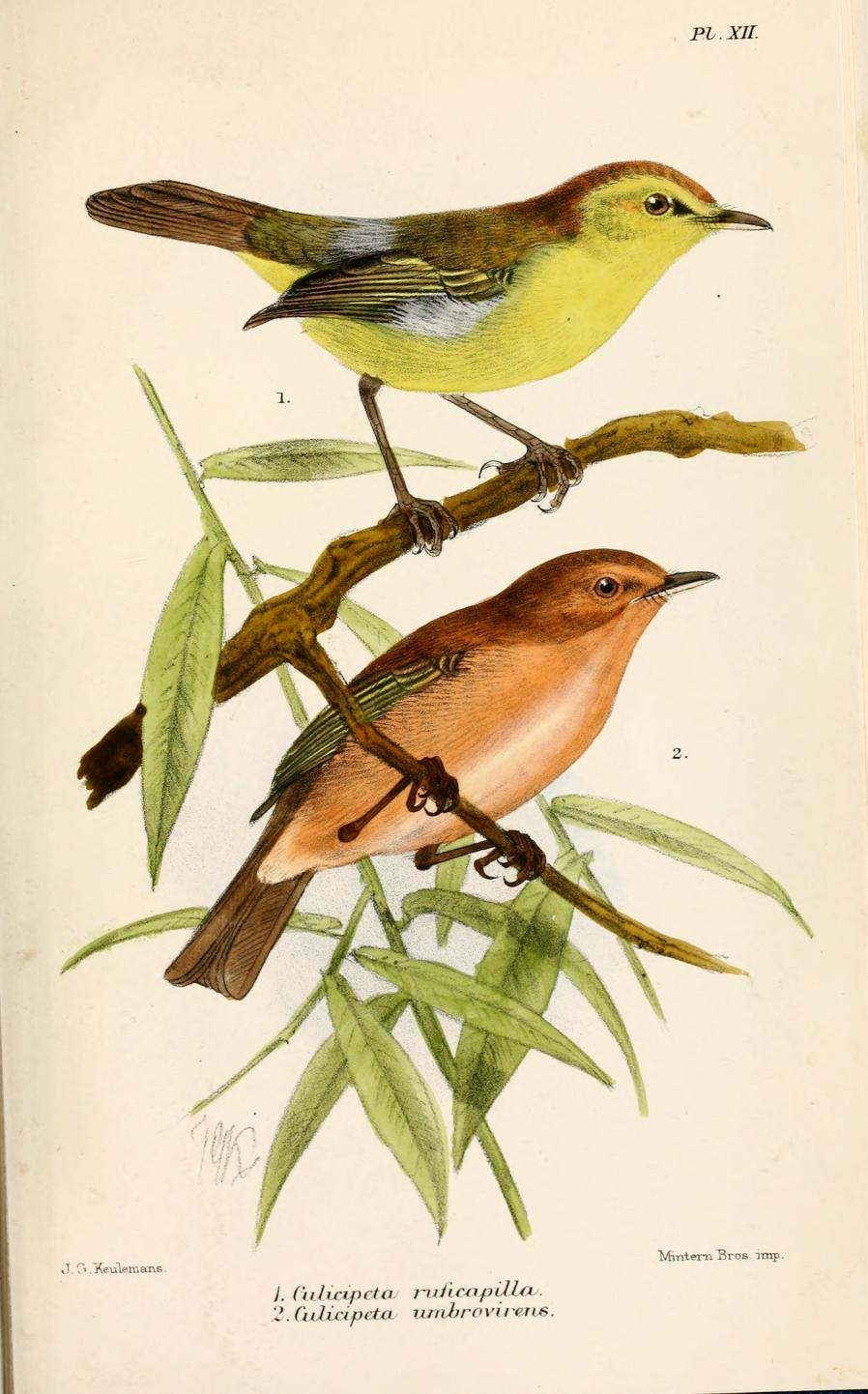
Phylloscopus ruficapilla (trên), minh họa bởi Keulemans, 1879